# Самаровский район
Самаровский райо́н (до 2024 года — Новомосковский; укр. Самарівський район) — административная единица на севере Днепропетровской области Украины. Административный центр — город Самар.

## География

### Расположение
Район граничит на западе — с Днепровским районом, на севере — с Полтавским районом Полтавской области и Красноградским районом Харьковской области. На востоке — с Павлоградским районом на юге — с Синельниковским районом. 

### Климатография
Климат района — умеренно континентальный. Лето жаркое и сухое, часто с сильными ветрами и засухами; зима мягкая, малоснежная, с частыми оттепелями.
Новомосковский район богат лесом (23 500 га), в частности на его территории расположен Самарский лес (15 000 га). Водное зеркало покрывает более 7 тыс. га. 

### Гидрография
На территории района протекают речки Самара,
Самарчук,
Орель,
Кильчень,
Багата,
Богатенькая,
Татарка,
Вольнянка,
Ягодная,
Гайдиха,
Губиниха,
Песчанка,
Подпольная,
Пидпильнянка и др. На севере проходит 30 км канала «Днепр-Донбасс», а на западе — канал Фрунзенской оросительной системы. Также на территории района расположено озеро Солёный Лиман.

## История
Новомосковский район был создан в 1923 году. Его границы несколько раз изменялись. 21 января 1959 года к Новомосковскому району была присоединена часть территории упразднённого Днепропетровского района. В современных территориальных границах Новомосковский район существует с 1962 года. В декабре 1962 года был упразднен Перещепинский район. С января 1963 территория бывшего Перещепинского района вошла в Новомосковский район
17 июля 2020 года в результате административно-территориальной реформы район был укрупнён, в его состав вошли территории:
- Новомосковского района,
- Магдалиновского района,
- а также города областного значения Новомосковск.

27 апреля 2022 года после начала полномасштабного вторжения России на Украину на въезде в район в старых границах на обочине у дороги была демонтирована стела с названием «Новомосковский район» и изображениями колоса, серпа и молота.

## Население
Численность населения района в укрупнённых границах — 171,7 тыс. человек.
Численность населения района в границах до 17 июля 2020 года по состоянию на 1 января 2020 года — 71 613 человек, из них городского населения — 29 655 человек, сельского — 41 958 человек.

## Заказники и заповедники
Ботанический заказник: Комаровщина, Солёный лиман
Ландшафтный заказник: Балка Бандурка, Приорильский
Местное значение
Ботанический заказник: Балка Ягодная
Орнитологический заказник: василовская колония серых цапель
Энтомологический заказник: Новостепановский, Топчинский
Общезоологический заказник: Новоселовский лиман
Ботаническая памятка природы: Одиноко стоячие вековые сосны, Орловщанские дубовые насаждения, Орловщанские вековые сосны, Высокопродуктивные дубовые насаждения, Возрастной дуб, Вольнянские вековые дубы, Древние дубовые насаждения природного происхождения, Дуб памяти Ленина, Участок дубового леса Васильевской лесной дачи, Возрастные дубы, Искусственные дубовые насаждения, Столетние дубовые насаждения Васильевской лесной дачи, Участок вековых дубов Васильевской лесной дачи, Столетние дубовые насаждения, участок сосновых насаждений
Ландшафтный заказник: Марьяновско-Кулебовский, Истоки реки Губинихи, Верхнекольченский, река Богатенькая, река Кильченька, Верхнечаплинский, Среднечаплинский, Заплавка, Верхнекольченский
Региональный ландшафтный парк: Самарские плавни
Геологическая памятка природы: естественное обнажение Новомосковского горизонта со древней фауной.

## Административное устройство
Район в укрупнённых границах с 17 июля 2020 года делится на 8 территориальных общин (громад), в том числе 2 городские, 3 поселковые и 3 сельские общины (в скобках — их административные центры):
- Городские:
  - Новомосковская городская община (город Новомосковск),
  - Перещепинская городская община (город Перещепино);
- Поселковые:
  - Губинихская поселковая община (пгт Губиниха),
  - Магдалиновская поселковая община (пгт Магдалиновка),
  - Черкасская поселковая община (пгт Черкасское),
- Сельские:
  - Лычковская сельская община (село Лычково),
  - Песчанская сельская община (село Песчанка),
  - Чернетчинская сельская община (село Чернетчина).

### История деления района

Район в старых границах до 17 июля 2020 года

Район в старых границах до 17 июля 2020 года включал в себя:
| - Городских советов: 1 - Поселковых советов: 4 - Сельских советов: 14 | - Городов: 1 - Посёлков городского типа: 4 - Посёлков: 4 - Сёл: 49 |

Местные советы  (в старых границах до 17 июля 2020 года)
| - Перещепинский городской совет - Гвардейский поселковый совет - Губинихский поселковый совет - Мелиоративный поселковый совет - Черкасский поселковый совет - Богатский сельский совет - Василевский сельский совет - Вольненский сельский совет - Голубовский сельский совет - Знаменовский сельский совет | - Керносовский сельский совет - Марьяновский сельский совет - Михайловский сельский совет - Николаевский сельский совет - Новостепановский сельский совет - Орловщинский сельский совет - Песчанский сельский совет - Попасненский сельский совет - Спасский сельский совет |

Населённые пункты  (в старых границах до 17 июля 2020 года)
| с. Александрия с. Андреевка с. Анновка с. Богатое с. Варваровка с. Василевка с. Веселое пос. Вишневое с. Вольное с. Воскресеновка с. Всесвятское пгт Гвардейское с. Герасимовка с. Гнатовка с. Голубовка | пгт Губиниха с. Дмитровка с. Евецко-Николаевка с. Затишное с. Знаменовка с. Ивано-Михайловка с. Керносовка пос. Кильчень с. Козырщина с. Королёвка с. Левенцовка с. Малокозырщина с. Марьяновка пгт Мелиоративное пос. Мирное | пос. Миролюбовка с. Михайловка с. Надеждовка с. Николаевка с. Новое с. Новосёловка с. Новоскотоватое с. Новостепановка с. Новотроицкое с. Орелька с. Орловщина с. Панасовка г. Перещепино с. Песчанка с. Подпольное | с. Попасное с. Привольное с. Ровное с. Свечановка с. Скотоватое с. Соколово с. Спасское с. Тарасово с. Троицкое с. Хащевое с. Хуторо-Губиниха пгт Черкасское с. Ягодное |

Ликвидированные населённые пункты (в старых границах до 17 июля 2020 года) 
| с. Весёлое | с. Ильича |

## Экономика
Район богат полезными ископаемыми. Освоено Багатойское газоконденсатное месторождение, разведаны большие запасы коксующегося угля, нефти.
Сельскохозяйственные угодья занимают 147,6 тыс. га, из них под пастбищами — почти 19 тыс., а под сенокосами — 3,2 тыс. га.
На Новомосковщине работает 7 сельскохозяйственных производственных кооператива, 2 частно-арендных предприятия, 20 обществ с ограниченной ответственностью, 28 других субъектов собственности, 208 фермерских хозяйств, 9 промышленных предприятий и 8 строительных организаций, 297 малых предприятий разной формы собственности, частные предприниматели.
В районе завершена газификация сел Николаевского сельсовета, газифицирован микрорайон Орельский, с. Хутор-Губиниха, завершена газификация с. Вильне, начались промышленные разработки Багатского газоконденсатного месторождения, завершена реконструкция Губиниского сахарного завода, построен телецентр у г. Перещепином, сдано в эксплуатация первую очередь лечебно-оздоровительного комплекса «Соленый лиман».
Действительно бесценный дар преподнесла жителям Новомосковщины природа, создав здесь зелёный оазис среди бескрайних степей. Район стал здравницей всей Днепропетровской области. Согласно решению правительства села Орловщина и Новотроицкое признаны курортными зонами. На территории района расположено 119 туристических баз отдыха, детских оздоровительных лагерей. Для сохранения природы в районе созданы заказники и заповедники — ландшафтные, ботанические, геологические, что охраняются законом.

## Культура
В Новомосковске снова открылся Троицкий собор, построенный ещё казацкой общиной, возрождается монастырь, в селах построено 15 храмов.

## Люди, связанные с районом
- 14 Героев Советского Союза[19]:

1. Герасименко, Иван Саввич, погиб 29 января 1942 года близ Новгорода, уроженец района.
2. Кравченко, Григорий Пантелеевич, уроженец села Голубовка, лётчик-ас, дважды Герой Советского Союза, погиб 23 февраля 1943 года, похоронен в Кремлёвской стене.
3. Кривошеев, Ефим Автономович, уроженец села Николаевка, лётчик-истребитель, погиб 9 сентября 1942 года, протаранив самолет противника.